# Fabio Roselli (calciatore)
Fabio Roselli (Acri, 12 aprile 1983) è un dirigente sportivo ed ex calciatore italiano, di ruolo centrocampista, direttore sportivo del Mezzolara.

## Carriera
Cresciuto nelle giovanili della Rossanese, debutta in prima squadra nel campionato 2002-2003, entrando subito tra i titolari. Dopo una stagione tra i dilettanti approda in Serie C1 nelle file della SPAL, dove colleziona 51 presenze e 3 gol.
Nel gennaio 2005 si trasferisce all'Arezzo, in Serie B, e a gennaio 2006 assapora la Serie A andando in prestito al Treviso, dove raccoglie una presenza, debuttando al 39' della gara Lecce-Treviso (1-1).
Nel 2006-2007 ritorna in Toscana, giocando 28 gare, che portano a 58 il totale di incontri disputati da Roselli con la maglia dell'Arezzo, che al termine del campionato retrocede in Serie C1. Nel gennaio 2008 è di nuovo ceduto in prestito al Foggia; qui s'infortuna senza giocare nemmeno una gara con i rossoneri pugliesi. A luglio 2008 viene ceduto a titolo definitivo al Legnano, in Lega Pro Prima Divisione, e successivamente passa al Ravenna, squadra iscritta nello stesso girone della compagine lombarda con la quale centra la qualificazione ai play-off (poi persi in semifinale contro il Padova).
Il 4 luglio 2009 passa al Cosenza con cui disputa il campionato di Lega Pro Prima Divisione.. Resta in rossoblu anche nella successiva stagione conclusasi con la retrocessione della sua squadra in Lega Pro Seconda Divisione. A fine stagione il Cosenza non riesce a iscriversi tra i professionisti per problemi di natura economica e di conseguenza il centrocampista si svincola dal club calabrese. Trova subito una nuova sistemazione trasferendosi nell'estate del 2011 all'Alessandria, che al momento dell'ingaggio milita in Lega Pro Prima Divisione; il club piemontese, dopo le sentenze relative al calcioscommesse, viene retrocesso poi in Lega Pro Seconda Divisione.
Le prestazioni nel campionato 2011-2012, impreziosite anche da 2 reti (una nel pareggio esterno contro il Mantova del 7 marzo, la seconda nella vittoria del 18 marzo contro il Savona), gli valgono il rinnovo del contratto, legando Roselli alla società fino al 2014. Il 30 settembre 2012, nella vittoria per 5-1 contro il Milazzo, Roselli gioca la sua 250ª partita nel calcio professionistico.
A fine stagione si svincola dall'Alessandria e il 17 agosto passa al Matera, società militante nel campionato di Serie D, con cui ottiene una promozione in Lega Pro.
Nella stagione 2014-2015 gioca nel F.C. Francavilla, squadra lucana.
Nell'agosto 2015 si trasferisce alla Reggina.
Sigla la sua prima rete in maglia Amaranto il 15 novembre 2015 nella gara vinta per 4-3 contro la Palmese.
Nella prima parte della stagione 2016-2017 gioca in Lega Pro al Catanzaro, per poi passare nel mercato invernale al Castelvetro in Serie D.
Nell'agosto 2017 si trasferisce al Lecco sempre in Serie D.

## Palmarès

### Club

#### Competizioni nazionali
- Serie D: 1

Matera: 2013-2014